# Подарок для слона
«Подарок для слона» — советский рисованный мультипликационный фильм по сказкам Александра Костинского.
Тигрёнок и его друзья отправляются на день рождения Слона, а злая Дюдюка напрасно пытается поссорить дружных зверей.
Премьерный показ мультфильма на телевидении состоялся в воскресенье 28 апреля 1985 года в 18:45 на первой программе центрального телевидения СССР.

## Сюжет
На остров прилетает на зонтике злая волшебница Дюдюка Барбидокская, которая хочет перессорить всех друзей. Тигрёнок, Обезьянка и Лягушонок идут на день рождения Слона. Там их ждут друзья: Попугай, Бегемот, Крокодил и Черепаха. Они уже приготовили Слону подарок — фотоаппарат. Злая Дюдюка строит им козни по дороге, но с друзьями ничего не случается. Тогда злодейка удаляет из аппарата важный элемент — птичку, вылетающую из объектива. Друзья не расстраиваются и пробуют выступить сами вместо птички. Сначала птичкой был Тигрёнок, потом Обезьянка, но на снимке все получались полосатыми или ушастыми, а оттого — грустными. Но потом вспомнили, что среди присутствующих гостей есть птица — Попугай. День рождения заканчивается дружной фотографией и чаепитием с ананасовым тортом. А на Дюдюку, которая со злости ударилась головой о пальму, упал кокосовый орех.

## Производство
В мультфильме впервые появилась злодейка Дюдюка Барбидокская, которой не было в изначальном сценарии. Ввести антагониста придумал режиссёр мультфильма Юрий Бутырин. «Сначала мы хотели назвать её Бабайкой», — рассказывал он. — «Но тут я вспомнил, что в детстве мама частенько запугивала меня Дюдюкой […]. Все [Костинского] персонажи были добрыми и порядочными героями. И мы решили „разбавить краски“». Дюдюка появилась и в продолжении мультфильма — «Клад». Её образ неоднократно удостаивался эпитетов «самой колоритной злодейкой советской анимации», «привлекательной» и даже образцом для подражания. А её имя стало нарицательным.

## Создатели
| Автор сценария       | Александр Костинский |
| Режиссёр             | Юрий Бутырин |
| Художник-постановщик | Александр Елизаров |
| Оператор             | Эрнст Гаман |
| Композитор           | Игорь Егиков |
| Автор текста песен   | Владимир Антонов |
| Звукооператор        | Нелли Кудрина |
| Ассистенты:          | Г. Черникова, Л. Денисова, Л. Хорошкова, Е. Строганова                                                                                               |
| Художники:           | Семён Петецкий, Вадим Меджибовский, Игорь Самохин, Борис Тузанович, Владимир Спорыхин, Жанна Корякина                                                |
| Роли озвучивали:     | - Раиса Мухаметшина (Дюдюка Барбидокская) - Зинаида Нарышкина - Рогволд Суховерко - Клара Румянова (Тигрёнок) - Ирина Воронцова - Александр Маркелов |
| Монтажёр             | Галина Дробинина |
| Редактор             | Т. Бородина |
| Директор             | Л. Варенцова |

## История создания
Интервью с режиссёром:

— А какой голос Зинаида Нарышкина подарила Дюдюке — самой колоритной злодейке советской мультипликации. Интересно, это был чей-то прообраз?
— Сначала мы хотели назвать её Бабайкой. Но тут я вспомнил, что в детстве мама частенько запугивала меня Дюдюкой: «Если спать не будешь, то придёт Дюдюка и заберёт тебя». Так она и «утвердилась». А уже её образ создал наш художник Саша Елизаров.

Но Дюдюка не сразу «прилетела к нам из заморских краёв». Мультфильм «По дороге с облаками» сделан по сценарию Александра Костинского. Все его персонажи были добрыми и порядочными героями. И мы решили «разбавить краски» — так эта злодейка и появилась в этом мультике. Потом вместе с Сашей мы написали «Клад» и «Подарок для слона». В последнем, кстати, Дюдюка тоже мастерски строила козни главным героям.

### Комментарии
1. ↑  Имя и отчество уточнены по статье Георгия Бородина и антикварным аукционным сайтам[10][11][12].
2. ↑  Имя уточнено по статье Георгия Бородина[10].
3. ↑  Имя и отчество уточнены по статье Георгия Бородина и некрологу на сайте Охотники.ру[10][13].
4. ↑  Имя уточнено по интервью в газете[17].